# 山岸憲司
山岸 憲司（やまぎし けんじ、1948年2月27日 - ）は、日本の弁護士。日本弁護士連合会会長（2012年 - 2013年度）。東京弁護士会所属。
2012年、日本弁護士連合会会長選挙に立候補し、3回の投票の末、現職の宇都宮健児らを破り、会長に就任した。

## 略歴
- 1966年3月 新潟県立長岡高等学校卒業
- 1970年3月 中央大学法学部法律学科卒業
- 同年10月 司法試験合格
- 1973年4月 弁護士登録（25期）
- 1979年4月 山岸憲司法律事務所開設
- 1997年 東京弁護士会副会長
- 2004年4月 日本弁護士連合会事務総長（2006年3月まで）
- 2006年10月 リソルテ総合法律事務所設立に参加
- 2009年4月 東京弁護士会会長、日本弁護士連合会副会長（2010年3月まで）
- 2012年5月 日本弁護士連合会会長（2014年3月まで）[3]
- 2018年4月 旭日重光章を受章[4]

## 著書
- 『リース取引法』（共著・商事法務研究会、1985年）
- 『ケーススタディ 不動産取引』（共著・商事法務研究会、1992年）
- 『リース・クレジットの法律相談』（編著・青林書院、初版1995年・新版2003年・第3版2010年）